# Korpusy zmechanizowane Armii Czerwonej
Korpusy zmechanizowane Armii Czerwonej (ros. Механизированный корпус) – wyższe związki taktyczne wojsk zmechanizowanych Armii Czerwonej.

## Korpusy zmechanizowane przed II wojną światową

### Skład
Decyzją Rewolucyjnej Rady Wojskowej ZSRR z 11 marca 1932 roku rozpoczęto organizowanie korpusów zmechanizowanych w składzie:
- 2 – 3 brygady zmechanizowane, każda o składzie:
  - 3 bataliony czołgów po 31 czołgów;
  - dywizjon artylerii zmotoryzowanej,
  - kompania rozpoznawcza,
  - kompania łączności
  - służby i tyły brygady
- brygada piechoty zmechanizowanej:
  - 3 bataliony piechoty zmotoryzowanej,
  - dywizjon artylerii zmotoryzowanej,
  - kompania rozpoznawcza,
  - kompania łączności,
  - batalion techniczny,
  - tyły brygady.

W 1937 roku korpus zmechanizowany posiadał:
- 298 czołgów,
- 49 samochodów pancernych,
- 10 motocykli z rkm,
- 6 haubic 122 mm,
- 9 – 21 armat 76,2 mm,
- 244 działa 45 mm (włącznie z czołgowymi),
- 36 ckm,
- 402 rkm
- 10 samolotów łącznikowych[2].

W 1938 roku istniejące korpusy zmechanizowane zostały przeorganizowane w korpusy czołgów o numerach: 5, 7, 11 i 57.

## Korpusy zmechanizowane w latach 1940–1941
Na podstawie analizy przebiegu wojny z Finlandią wojny zimowej wyciągnięto wnioski o konieczności reorganizacji sił pancernych ZSRR. 9 czerwca 1940 r. NKO ZSSR Siemion Timoszenko zatwierdził plan formowania korpusów zmechanizowanych i przekazał go do SNK ZSSR. 6 lipca 1940 r. wyszła decyzja SNK ZSSR 1193-464ss. Na podstawie programu rozwoju korpusów zmechanizowanych z dnia 22 lutego 1941 roku zatwierdzonego przez szefa Sztabu Generalnego generała armii Gieorgija Żukowa miano utworzyć 19 „bojowych”, 7 „zmniejszonych” i 4 „zmniejszone drugiej kolejności” korpusy zmechanizowane. Do końca 1941 roku w skład korpusów i dwóch samodzielnych dywizji pancernych miały wejść 18 804 czołgi, w tym – 16 655 w „bojowych” korpusach zmechanizowanych. Z punktu widzenia zestawień ilościowych program ten realizowano pomyślnie, gdyż już 22 lutego 1941 roku w składzie korpusów zmechanizowanych znajdowały się 14 684 czołgi. Na dzień 22 czerwca 1941 roku w składzie 20 korpusów zmechanizowanych, rozwiniętych w pięciu przygranicznych okręgach wojskowych, znajdowało się 11 029 czołgów. Dodatkowo ok. 2 000 czołgów znajdowało się w składzie trzech korpusów (5, 7, 21) oraz w samodzielnej 57 Dywizji Pancernej, które zostały wprowadzone do walki w ciągu kilku tygodni od wybuchu wojny. Łącznie w dniu 1 czerwca 1941 roku w Armii Czerwonej było 19 540 czołgów (nie wliczając lekkich czołgów pływających T–37/T–38/T–40 oraz tankietek T-27) oraz 5 197 uzbrojonych w działa samochodów pancernych.

### Skład
Etatowy skład Korpusu zmechanizowanego:
- dowództwo korpusu wg etatu 010/20 – 152 żołnierzy,
- dwie dywizje pancerne wg etatu 010/10,
- dywizja zmotoryzowana – wg etatu 05/70,
- samodzielny pułk motocyklowy wg etatu 010/23 – 1 685 żołnierzy, 731 motocykli i 27 moździerzy kalibru 50 mm; wg wykazu z 1941 roku – 1 417 żołnierzy, 17 samochodów pancernych, 5 armat kalibru 45 mm i 2 moździerze kalibru 50 mm,
- batalion łączności wg etatu 010/21 – 286 żołnierzy, 6 czołgów średnich, 5 średnich samochodów pancernych, 5 lekkich samochodów pancernych,
- samodzielny zmotoryzowany batalion saperów wg 010/22 – 410 żołnierzy,
- samodzielna eskadra lotnicza wg etatu 010/24 – 69 żołnierzy, 13 samolotów,
- jednostki tyłowe i polityczne – 51 żołnierzy[4].

Etat korpusu zmechanizowanego nr 10/20 przewidywał następujące stany etatowe:
- 32 837 ludzi,
- 1 031 czołgów (126 ciężkich czołgów KW-1/KW-2, 420 średnich czołgów T-34, czołgi lekkie: 316 BT, 152 T-26 (w tym 108 z miotaczami ognia), 17 czołgów pływających T-37/T-38/T-40),
- 268 samochody pancerne (116 BA-20 i 152 BA-10),
- 352 ciągniki (Woroszyłowiec, T-20 Komsomolec),
- 17 704 karabinów,
- 1 210 ręczne karabiny maszynowe,
- 168 ciężkie karabiny maszynowe,
- 24 wielkokalibrowe karabiny maszynowe,
- 24 karabiny przeciwlotnicze,
- 186 moździerze,
- 32 armaty przeciwlotnicze 37 mm,
- 36 armat przeciwpancernych 45 mm,
- 28 armat piechoty 76 mm,
- 76 haubic 122 mm i 152 mm,
- 15 samolotów U–2 (Po-2) i P–5 (R-5)[5].

Wszystkie istniejące korpusy zmechanizowane zostały rozformowane w okresie lipiec – wrzesień 1941 roku.

### Działania
Tworzenie tak wielkich formacji w szeregach zacofanej pod wieloma względami i przetrzebionej stalinowskimi armii czystkami okazało się jak wykazały to pierwsze miesiące zmagań błędem. Rosjanie nie byli w stanie skutecznie koordynować w walce tak licznej masy pojazdów. Głębokim piętnem odcisnęły się braki w wykwalifikowanej kadrze dowódczej, szczególnie tej średniego i niższego szczebla. Dawały znać o sobie skostniałe schematy działań i strach przed podejmowaniem decyzji na szczeblu plutonu czy kompanii. Największym jednak niedomaganiem korpusów zmechanizowanych był niemal całkowity brak systemów łączności radiowej i to na każdym szczeblu – bazowano na łączności telefonicznej. W takich warunkach nie sposób było przeprowadzać koncentrycznych uderzeń ani elastycznie się bronić.
Niemieckie dywizje pancerne, mając w składzie coraz większą liczbę samobieżnych pojazdów wsparcia, posiadały bez porównania większą ruchliwość. Jeśli dodamy do tego rozbudowany system łączności radiowej i bardzo dobre wyszkolenie czołgistów Wermachtu, to efekt porównania z radzieckimi jednostkami będzie chyba odpowiednio wyrazisty.
Z uwagi na poniesione straty Korpusy Zmechanizowane zostały rozwiązane 15 lipca 1941 roku Dyrektywą Kwatery Głównej podpisaną przez generała armii Gieorgija Żukowa.

### Formowanie
Do czerwca 1941 roku utworzono w Okręgach Wojskowych aż 30 korpusów zmechanizowanych, ale najczęściej nie miały one pełnego stanu sprzętowego.
- 1 Korpus Zmechanizowany sformowany w Leningradzkim Okręgu Wojskowym, Psków,
- 2 Korpus Zmechanizowany sformowany w Odeskim Okręgu Wojskowym, Tyraspol, walczył w składzie 9 Armii,
- 3 Korpus Zmechanizowany sformowany w Nadbałtyckim Specjalnym Okręgu Wojskowym, Wilno, walczył w składzie 11 Armii,
- 4 Korpus Zmechanizowany sformowany w Kijowskim Specjalnym Okręgu Wojskowym, Lwów, walczył w składzie 6 Armii,
- 5 Korpus Zmechanizowany sformowany w Zabajkalskim Okręgu Wojskowym, 25 maja na podstawie rozkazu 77 został przebazowany do Kijowskiego Specjalnego Okręgu Wojskowego, walczył w składzie 16 Armii,
- 6 Korpus Zmechanizowany sformowany w Zachodnim Specjalnym Okręgu Wojskowym, Białystok, walczył w składzie 10 Armii,
- 7 Korpus Zmechanizowany sformowany w Moskiewskim Okręgu Wojskowym,
- 8 Korpus Zmechanizowany sformowany w Kijowskim Specjalnym Okręgu Wojskowym, Drohobycz,
- 9 Korpus Zmechanizowany sformowany w Kijowskim Specjalnym Okręgu Wojskowym, Nowogród Wołyński,
- 10 Korpus Zmechanizowany sformowany w Leningradzkim Okręgu Wojskowym, walczył w składzie 23 Armii,
- 11 Korpus Zmechanizowany sformowany w Zachodnim Specjalnym Okręgu Wojskowym, walczył w składzie 3 Armii,
- 12 Korpus Zmechanizowany sformowany w Nadbałtyckim Specjalnym Okręgu Wojskowym, walczył w składzie 3 Armii,
- 13 Korpus Zmechanizowany sformowany w Zachodnim Specjalnym Okręgu Wojskowym, walczył w składzie 10 Armii,
- 14 Korpus Zmechanizowany sformowany w Zachodnim Specjalnym Okręgu Wojskowym, walczył w składzie 4 Armii,
- 15 Korpus Zmechanizowany sformowany w Kijowskim Specjalnym Okręgu Wojskowym, Brody, walczył w składzie 6 Armii,
- 16 Korpus Zmechanizowany sformowany w Kijowskim Specjalnym Okręgu Wojskowym, Kamieniec Podolski, walczył w składzie 12 Armii,
- 17 Korpus Zmechanizowany sformowany w Zachodnim Specjalnym Okręgu Wojskowym, Baranowicze
- 18 Korpus Zmechanizowany sformowany w Odeskim Okręgu Wojskowym, Akerman, walczył w składzie 9 Armii,
- 19 Korpus Zmechanizowany sformowany w Kijowskim Specjalnym Okręgu Wojskowym. Berdyczów,
- 20 Korpus Zmechanizowany sformowany w Zachodnim Specjalnym Okręgu Wojskowym,
- 21 Korpus Zmechanizowany sformowany w Moskiewskim Okręgu Wojskowym,
- 22 Korpus Zmechanizowany sformowany w Orłowskim Okręgu Wojskowym,
- 23 Korpus Zmechanizowany sformowany w Kijowskim Specjalnym Okręgu Wojskowym, walczył w składzie 5 Armii,
- 24 Korpus Zmechanizowany sformowany w Kijowskim Specjalnym Okręgu Wojskowym,
- 25 Korpus Zmechanizowany sformowany w Charkowskim Okręgu Wojskowym,
- 26 Korpus Zmechanizowany sformowany w Północnokaukaski Okręg Wojskowy,
- 27 Korpus Zmechanizowany sformowany w Środkowoazjatyckim Okręgu Wojskowym,
- 28 Korpus Zmechanizowany sformowany w Zakaukaski Okręg Wojskowy, Erywań,
- 29 Korpus Zmechanizowany sformowany w Zabajkalskim Okręgu Wojskowym, Mongolia, walczył w składzie 17 Armii
- 30 Korpus Zmechanizowany sformowany w Dalekowschodni Okręg Wojskowy w składzie 1 Armii.

## Korpusy zmechanizowane 1942 – 1945
Po ostatecznym rozwiązaniu dywizji pancernych w sierpniu 1941 roku sowieckie wojska pancerne zorganizowane były jedynie na szczeblu taktycznym w ramach systemów: brygadowego, pułkowego i batalionowego (zdarzał się niekiedy i kompanijny). Po pierwszych ofensywach w zimie 1941 roku pod Charkowem i Moskwą okazało się, że jednostki Armii Czerwonej przechodząc do natarcia nie mają odpowiedniego wsparcia ze strony jednostek pancernych. W związku z tym rozpoczęto ponowne formowanie Korpusów Pancernych i Zmechanizowanych.

### Skład korpusu zmechanizowanego w 1942 roku
We wrześniu 1942 roku ponownie rozpoczęto formowanie Korpusów Zmechanizowanych o różnym składzie, w trzech typach organizacyjnych:
- 1 i 2 Korpus Zmechanizowany: 3 brygady zmechanizowane, brygada pancerna, pułk dział samobieżnych, pułk artylerii przeciwlotniczej, dywizjon wyrzutni rakietowych, batalion samochodów pancernych, kompania saperska.
- 3 i 5 Korpus Zmechanizowany: 2 brygady pancerne.
- 4 i 6 Korpus Zmechanizowany: 2 pułki czołgów.

Liczba czołgów: 175 – 224.
Zmiany w organizacji korpusów zmechanizowanych:
- styczeń 1943 r. wycofanie z brygad zmechanizowanych dywizjon artylerii przeciwlotniczej i pułku artylerii przeciwlotniczej z korpusów oraz dodanie do Korpus Zmechanizowany pułkU moździerzy (36 moździerzy 120 mm), mieszanego pułku artylerii pancernej (8 x SU-122 i 17 x SU-76),
- luty 1943 r. zastąpienie kompanii saperów przez batalion saperów,
- marzec 1943 r. zastąpienie kompanii administracyjnej przez batalionem sygnalizacyjnym oraz dodanie pułku artylerii przeciwlotniczej (16 × 37 mm i 16 x DSzK),
- kwiecień 1943 r. dodanie pułku artylerii przeciwpancernej i 3 samolotów rozpoznawczych,
- maj 1943 r. dodanie kompanii chemicznej,
- sierpień 1943 r. zastąpienie pułku artylerii przeciwpancernej przez pułk artylerii pancernej (21 x SU-76) oraz pułk SU-85 (16 x SU-85, 1 x T-34) oraz zastąpienie batalionu samochodów pancernych przez bataliony motocyklistów.

Skład korpusu zmechanizowanego w grudniu 1943 roku:
- trzy brygady zmechanizowane
- brygada pancerna
- dwa pułki dział pancernych,
- pułk moździerzy,
- pułk artylerii przeciwlotniczej,
- pułk artylerii polowej,
- pułk artylerii przeciwpancernej,
- samodzielny dywizjon artylerii rakietowej gwardii (BM-13).

### Formowanie
W okresie od 8 września 1942 1 KZmech i 2 KZmech do 1 grudnia 1944 10 KZmech sformowano dziesięć korpusów zmechanizowanych oraz od 15 października 1942 r. do 26 czerwca 1943 r. od podstaw, cztery Gwardyjskie Korpusy Zmechanizowane:
- 1 Gwardyjski Korpus Zmechanizowany,
- 2 Gwardyjski Korpus Zmechanizowany,
- 4 Gwardyjski Korpus Zmechanizowany,
- 6 Gwardyjski Korpus Zmechanizowany.

Sześć pierwszych nowo sformowanych korpusów zmechanizowanych było sformowanych według trzech typów organizacyjnych i tak: korpusy 1 i 2 miały po 175 czołgów, 3 i 5 – po 224 czołgi, a 4 i 6 – po 204 czołgi. Standardową organizacją miała być organizacja 1 KZmech i 2 KZmech. Wszystkie nowe korpusy zmechanizowane (7, 8, 9, 10 oraz 1, 2, 4, 6Gw) zostały sformowane według tego ostatniego schematu.
Pięć korpusów zmechanizowanych przekształcono w trakcie działań na korpusy gwardyjskie. Pod koniec działań wojennych RKKA posiadała łącznie czternaście korpusów zmechanizowanych, w tym dziewięć korpusów gwardyjskich. Z jednostek tych pięć korpusów zmechanizowanych wchodziło w skład armii pancernych, wszystkie były korpusami gwardyjskimi.